# Institut für Informations-, Telekommunikations- und Medienrecht
Instytut prawa informacyjnego, telekomunikacyjnego i medialnego ((niem.) Institut für Informations-, Telekommunikations-und Medienrecht, skrót. ITM) – niezależna jednostka strukturalna w Westfalskim Uniwersytecie Wilhelma, zajmująca się problemami badawczymi prawa informacyjnego, w szczególności ochrony prawa autorskiego i praw pokrewnych, ujawniania poufnych informacji, w szczególności Internetu, prawa i innych problemów prawnych, typowych dla sfery informacji. Wiele z tych projektów Instytutu są prowadzone na bezpośrednie polecenie Komisji Europejskiej.